# Blanktjärnen (Orsa socken, Dalarna, 680704-142653)
Blanktjärnen är en sjö i Orsa kommun i Dalarna och ingår i Dalälvens huvudavrinningsområde.